# Spelocteniza ashmolei
Spelocteniza ashmolei är en spindelart som beskrevs av Willis J. Gertsch 1982. Spelocteniza ashmolei ingår i släktet Spelocteniza och familjen Microstigmatidae.
Artens utbredningsområde är Ecuador. Inga underarter finns listade i Catalogue of Life.